# 三角形の決定
三角形の決定（ラテン語: solutio triangulorum）は、三角形の辺と角のいくつかが与えられた場合に、残りのものを求める三角法の問題である。測地学、天文学、建築、航法などに応用される。

## 平面三角形の決定

三角形には6つの特徴が存在し、上図の3辺（a, b, c）と3角（α, β, γ）である。古典的な平面三角形の問題は6つの特徴のうち3つが与えられた上で、残りを求めることであり、以下のいずれかの条件が与えられれば、一意に定まる。
- 3辺 (SSS)
- 2辺とその間の角 (SAS)
- 2辺と1角 (SSA)
- 1辺と両端の角 (ASA)
- 1辺と2角 (AAS).

すべての場合において、少なくとも1辺の長さが与えられる必要がある。角度のみでは、相似な三角形が解となり、辺の長さを求めることはできない。

### 三角法の関係式

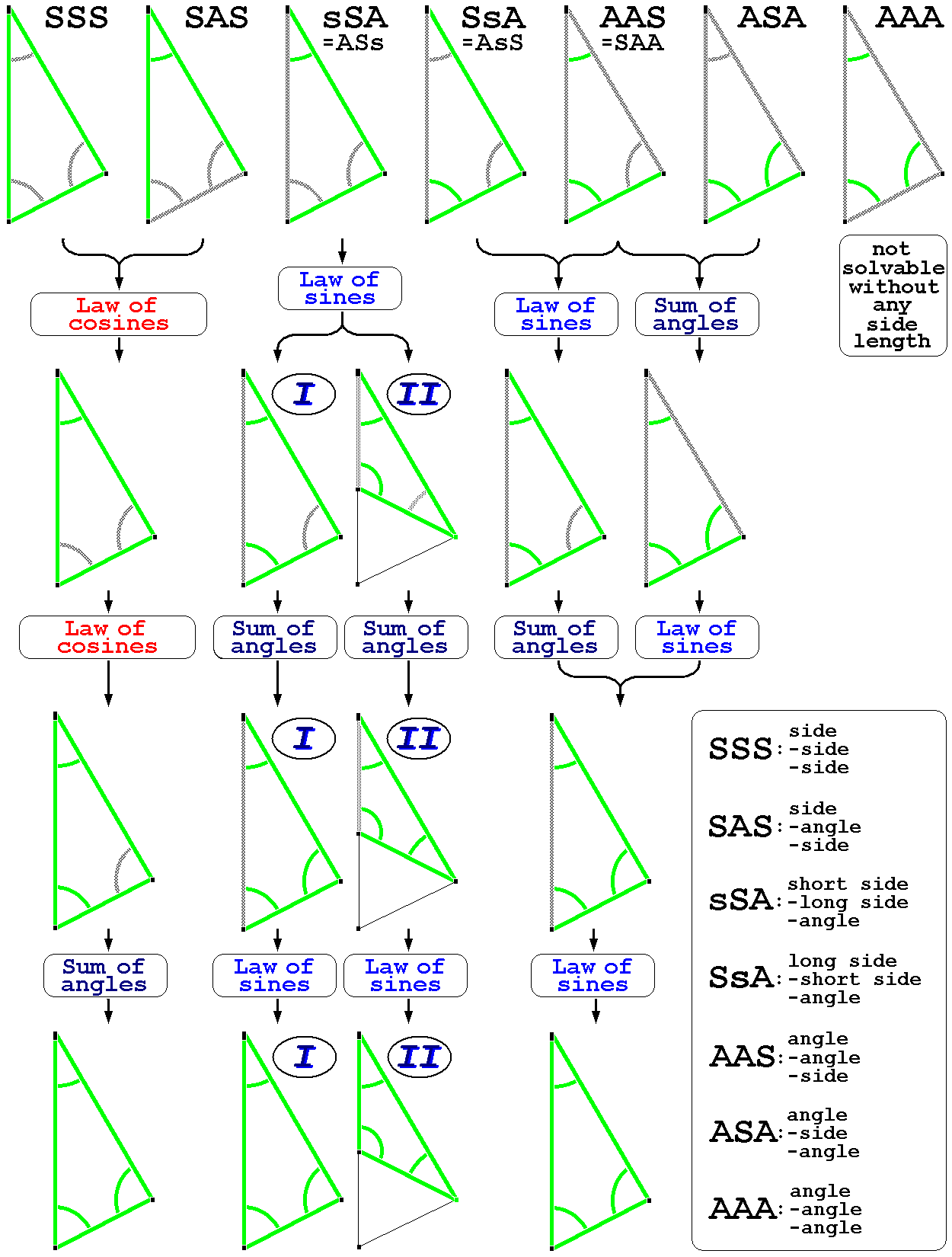

標準的な解法は基本的な関係式を適用して求めることである。
余弦定理
{\displaystyle {\begin{aligned}a^{2}&=b^{2}+c^{2}-2bc\cos \alpha \\b^{2}&=a^{2}+c^{2}-2ac\cos \beta \\c^{2}&=a^{2}+b^{2}-2ab\cos \gamma \end{aligned}}}
正弦定理
{\displaystyle {\frac {a}{\sin \alpha }}={\frac {b}{\sin \beta }}={\frac {c}{\sin \gamma }}}
三角形の内角の和
{\displaystyle \alpha +\beta +\gamma =180^{\circ }}
正接定理
{\displaystyle {\frac {a-b}{a+b}}={\frac {\tan {\dfrac {\alpha -\beta }{2}}}{\tan {\dfrac {\alpha +\beta }{2}}}}.}
他にも余接定理やモルワイデの公式などが存在する。

#### 備考
1. 未知の角度を求めるには、正弦定理より余弦定理の方が安全である。なぜなら、正弦の値からは、0°から180°までの範囲では、角度が一意に定まることはないからである（例えば、sin β = 0.5ならば、βは30°または150°である）。余弦定理ならば、そうした問題は起こらず、0°から180°までの範囲では、余弦からただ一つの値として角度が求められる。一方で、角度が小さい（または180°に近い）場合は、逆余弦関数の導関数が1または-1で発散するため、余弦より正弦で求める方が数値的に安定している。
2. 与えられた特徴の相対的な位置が既知だと仮定する。そうでない場合は、三角形の鏡面反射もまた解になる。例えば、3辺の長さにより、三角形または鏡面反射が一意的に求められる。

### 3辺 (SSS)

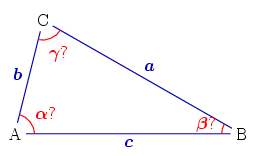

3辺a, b, cが与えられた場合は、余弦定理から角度α, βを求めることができる。
{\displaystyle {\begin{aligned}\alpha &=\arccos {\frac {b^{2}+c^{2}-a^{2}}{2bc}}\\[4pt]\beta &=\arccos {\frac {a^{2}+c^{2}-b^{2}}{2ac}}.\end{aligned}}}
また、内角の和から、γ = 180° − α − βである。
正弦定理からβを求める方法も存在するが、（上述の備考1にあるように）鋭角と鈍角を混同する可能性がある。
この他にも余接定理により求める方法がある。

### 2辺とその間の角 (SAS)

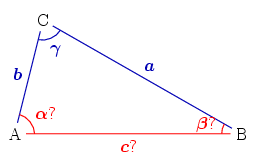

2辺a, bとその間の角γが与えられた場合は、残りの1辺を余弦定理により求めることができる。
{\displaystyle c={\sqrt {a^{2}+b^{2}-2ab\cos \gamma }}.}
また、余弦定理より
{\displaystyle \alpha =\arccos {\frac {b^{2}+c^{2}-a^{2}}{2bc}}.}
最後に、内角の和から、β = 180° − α − γである。

### 2辺と1角 (SSA)

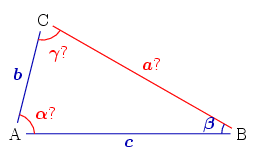

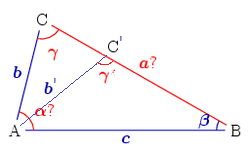

すべての場合で解が存在するとは限らず、角に隣接する辺の長さが他の辺より小さい場合にのみ一意に定まる。2辺 b, cと角βが与えられた場合は、 正弦定理よりγを求めることができる。
{\displaystyle \sin \gamma ={\frac {c}{b}}\sin \beta .}
さらに、D = c/b sin βとすると、以下の4つの場合が存在する。
1. D > 1のとき、辺bは直線 BCと交点を持たないため、条件を満たす三角形は存在しない。β ≥ 90°かつb ≤ cの場合も同様である。
2. D = 1のとき、ただ一つの解が存在し、 γ = 90°（直角）である。
3. D < 1のとき、以下の2つの場合が存在する。
  1. b ≥ cならばβ ≥ γ（より大きい辺がより大きい角に対応する）である。2つの鈍角を持つ三角形は存在しないため、γは鋭角であり、γ = arcsin Dが一意に定まる。
  2. b < cならばγは鋭角（γ = arcsin D）または鈍角（γ′ = 180° − γ）になる可能性がある。上図では、第1解として点C、辺b、角γを、第2解として 点C′、平面b′、角γ′が表されている。

γが鈍角ならば、α = 180° − β − γである。
残りの1辺は正弦定理または余弦定理により求めることができる。
{\displaystyle a=b\ {\frac {\sin \alpha }{\sin \beta }}}
{\displaystyle a=c\cos \beta \pm {\sqrt {b^{2}-c^{2}\sin ^{2}\beta }}}

### 1辺と両端の角 (ASA)
1辺cと両端の2角α, βが与えられたとする。

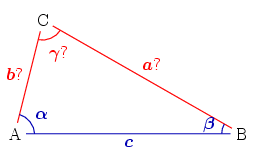

内角の和から、γ = 180° − α − βである。
残りの2辺は正弦定理により求めることができる。
{\displaystyle a=c\ {\frac {\sin \alpha }{\sin \gamma }};\quad b=c\ {\frac {\sin \beta }{\sin \gamma }}.}
{\displaystyle a=c{\frac {\sin \alpha }{\sin \alpha \cos \beta +\sin \beta \cos \alpha }}}
{\displaystyle b=c{\frac {\sin \beta }{\sin \alpha \cos \beta +\sin \beta \cos \alpha }}}

### 1辺と隣接する1角と辺の対角 (AAS)
ASAの場合と同様に、内角の和から残りの角を求めて、正弦定理により残りの2辺を求める。

### その他の長さ
多くの場合、三角形の中線、高さ、角の二等分線の長さなど3つの条件が与えられれば、求めることができる。ポサメンティエとレーマンは、95つの場合に対して平方根以下を使った可解性の問題の結果（すなわち作図可能性）を一覧にしており、63つの場合で作図可能である。